# فهرست شهرهای دوقلو و خواهرخوانده در ارمنستان

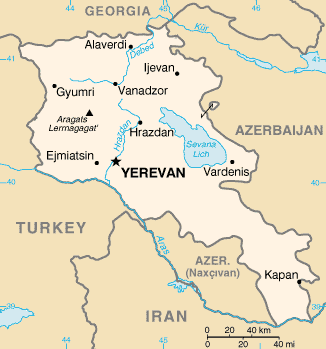
Map of Armenia

این فهرستی است از مناطق مسکونی در جمهوری ارمنستان که پیوندهای ثابتی با جوامع محلی در کشورهای دیگر دارند که به عنوان «شهرهای دوقلو» (معمولاً در اروپا) یا «شهرهای خواهر» (معمولاً در بقیه نقاط جهان) شناخته می‌شوند.

## آ
آبوویان
- ویوربن، فرانسه

آختالا
- شهرداری کبولتی، گرجستان

آرتاشات
- کلمر، فرانسه
- پشت‌سنت‌لورینتس-پشت‌سنت‌ایمره، مجارستان

آرتیک
- ووجسواف شلانسکی، لهستان

آرماویر
- آلاش، فرانسه
- آرماویر، روسیه، روسیه
- فئودوسیا، اوکراین
- شاختی، روسیه

آلاوردی
- دوگوپیلس، لتونی[۸]
- کبولتی، گرجستان[۲]
- پولوتسک، بلاروس[۹]

## ا
اسپیتاک
- لیمن، هلند
- اورشا، بلاروس
- سامارا، روسیه

استپاناوان
- دسین شارپیو، فرانسه

اوشاکان
- آلفورویل، فرانسه

ایجوان
- کوستروما، روسیه[۱۴]
- ولانس، دروم، فرانسه[۱۵]

ایروان
- امان، اردن
- آنتاناناریوو، ماداگاسکار
- بیروت، لبنان
- براتیسلاوا، اسلواکی
- بوئنوس آیرس، آرژانتین
- کمبریج، ماساچوست، ایالات متحده آمریکا
- کارارا، ایتالیا
- کیشیناو، مولداوی
- دمشق، سوریه
- اصفهان، ایران
- لس آنجلس، کالیفرنیا، ایالات متحده آمریکا
- مارسی، فرانسه
- مونترآل، کانادا
- نیس، فرانسه
- نووسیبیرسک، روسیه
- اودسا، اوکراین
- ریگا، لتونی
- روستوف-نا-دونو، روسیه
- سائو پائولو، برزیل
- استاوروپول، روسیه
- تفلیس، گرجستان
- ونیز، ایتالیا
- ولگوگراد، روسیه

ناحیه داوتاشن
- آنتونی، او-دو-سن، فرانسه

## ت
تالین
- بابرویسک، بلاروس

## ج
جرموک
- آرخانگلسک، روسیه[۱۸]
- سن رافائل، فرانسه[۱۹]

## د
دیلیجان
- دلیجان، ایران[۲۰]
- پیتیگورسک، روسیه[۲۱]
- رومان، رومانی[۲۲]

## س
سوان
- گرونوبل، فرانسه

سیسیان
- مونتلیمر، فرانسه

## ک
کاپان
- گلندیل، ایالات متحده آمریکا

## گ
گاوار
- نووراسییسک، روسیه

گوریس
- وین، ایزر، فرانسه

گیومری
- اشفیلد، انگلستان، بریتانیا
- بیاویستوک، لهستان
- کوردوبا، آرژانتین، آرژانتین
- کرتی، فرانسه
- دوموددوفو، روسیه
- گلندیل، کالیفرنیا، ایالات متحده آمریکا
- هاله، آلمان[۲۹]
- موزدوک، روسیه
- ناردو، ایتالیا
- اوزاسکو، برزیل
- پتخ تیکوا، اسرائیل[۳۰]
- پیتشت، رومانی
- پلوودیف، بلغارستان
- شی‌آن، چین

## و
واغارشاپات
- دوگوپیلس، لتونی
- فرزنو، کالیفرنیا، ایالات متحده آمریکا
- ایسی-له-مولینو، فرانسه
- مارتاکرت، جمهوری آرتساخ
- پتروزاودسک، روسیه
- سرگییف پوساد، روسیه

وانادزور
- بنیو، او-دو-سن، فرانسه
- باتومی، گرجستان
- کیسلوفودسک، روسیه
- پاسادینا، کالیفرنیا، ایالات متحده آمریکا
- ماردو، استونی
- پودولسک، روسیه
- ویتبسک، بلاروس
- ژوژو، چین